# Reakcja podwójnej wymiany
Reakcja podwójnej wymiany – rodzaj reakcji wymiany, w której biorą udział dwa różne związki chemiczne, pomiędzy którymi zachodzi wymiana części składowych. Reakcję podwójnej wymiany opisuje równanie ogólne:
AB + CD ⇌ AD + CB
W chemii organicznej proces tego typu znany jest pod nazwą metateza.
Przykładowe reakcje podwójnej wymiany:
- wodorotlenek + kwas ⇌ sól + woda

np. NaOH + HCl ⇌ NaCl + H2O
- sól I + sól II ⇌ sól III + sól IV

np. AgNO3 + KCl ⇌ AgCl↓ + KNO3
Reakcje podwójnej wymiany są odwracalne, choć równowaga może być przesunięta silnie w jedną ze stron. W technologii chemicznej reakcje podwójnej wymiany należą do procesów typu konwersji.